# Nick Sachvie
Nicholas William „Nick“ Sachvie (* 22. Dezember 1991 in St. Catharines) ist ein ehemaliger kanadischer Squashspieler.

## Karriere
Nick Sachvie begann seine professionelle Karriere in der Saison 2009 und gewann sechs Titel auf der PSA World Tour. Seine höchste Platzierung in der Weltrangliste erreichte er mit Position 64 im November 2017. Mit der kanadischen Nationalmannschaft nahm er 2017 und 2019 an der Weltmeisterschaft teil. Im selben Jahr und nochmals 2019 wurde er kanadischer Meister. 2019 sicherte er sich in Lima bei den Panamerikanischen Spielen im Doppel Silber und mit der Mannschaft die Bronzemedaille. 2016 und 2018 wurde er kanadischer Meister.
Er schloss 2014 ein Studium der Kommunikationswissenschaften an der Cornell University ab. Für Cornell war er auch im College Squash aktiv.

## Erfolge
- Gewonnene PSA-Titel: 6
- Panamerikanische Spiele: 1 × Silber (Doppel 2019), 1 × Bronze (Mannschaft 2019)
- Kanadischer Meister: 2017, 2019